# The Glove
The Glove — проєкт, створений в 1983 році Робертом Смітом, фронтменом The Cure, і Стівом Северіном, басистом Siouxsie and the Banshees, що взяв псевдонім Стів Хейвок (Steve Havoc). Квартет, до складу якого увійшли також співачка Джанет Лендрі та ударник Енді Андерсон, записав єдиний альбом Blue Sunshine, в стилістиці якого (згідно з Allmusic) психоделічний рок з'єднався з мотивами альтернативної попмузики початку 1980-х років.

## Історія гурту
Роберт Сміт і Стів Северін були друзями з середини 1970-х років; The Cure провели своє перше британське турне як «спеціальні гості» The Banshees і після раптового відходу гітариста Джона Макгіоха Сміт замінив його і до кінця турне грав кожний вечір двічі, за обидва гурти. По закінченні гастролей Сміт повернувся в The Cure. Проте в червні 1982 року він опинився на порозі нервового зриву: сили вокаліста були підірвані процесом роботи над альбомом Pornography, турне, зловживанням хімічних препаратів та конфліктами всередині колективу, які призвели до відходу бас-гітариста Саймона Геллапа. До початку 1983 року Сміт і Северін вже розпочали спільну роботу в проєкті, який отримав назву The Glove — на честь «персонажа» (літаючої рукавички в мультфільмі The Beatles «Yellow Submarine». Назва першого альбому мала відношення до фільму «Blue Sunshine», герої якого, брали вигаданий препарат «Blue Sunshine» (різновид ЛСД), десять років опісля ставали вбивцями-психопатами.
Оскільки за умовами контракту Сміту було заборонено співати в іншому гурті, як вокалістку залучили танцівницю Джанет Лендрі, колишню подругу Баджо, барабанщика Banshees. У двох піснях альбому, «Mr. Alphabet Says» і «Perfect Murder», провідну партію вокалу, однак, виконав сам Сміт.

## Дискографія
| - Blue Sunshine | - «Like an Animal» - «Punish Me with Kisses» |  |